# Синиця королівська
Синиця королівська (Machlolophus spilonotus) — вид горобцеподібних птахів родини синицевих (Paridae).

## Поширення
Вид поширений від північного сходу Індійського субконтиненту через північ Південно-Східної Азії та її гори, досягаючи південного сходу Китаю; поширений у Бангладеш, Бутані, південному Китаї, північно-східній Індії, Лаосі, М'янмі, Непалі, Таїланді та В'єтнамі. Його природним місцем існування є субтропічні вологі ліси та тропічні вологі гірські ліси.

## Спосіб життя
Харчується комахами та їхніми личинками, а також поїдає квіти, бруньки та плоди. Поза періодом розмноження переважно тримається на горбистій місцевості, під час розмноження віддає перевагу гірській місцевості. Розмножується з лютого по серпень. Гніздиться в дуплах дерев, рідко в порожнинах у скельних стінах, які вистилає не лише мохом, травою, листям, шерстю тварин і пір'ям, як інші види синиць, а й пелюстками квітів і шматками зміїної шкіри. Самиця відкладає 4-6 яєць .

## Підвиди
- Machlolophus spilonotus spilonotus (Bonaparte, 1850) — у східних районах Гімалаїв від північної частини Непалу до північно- східної частини Індії, а також у північній і західній частинах М'янми.
- Machlolophus spilonotus subviridis (Blyth, 1855) — мешкає в північно-східній Індії, східній і південній М'янмі, північному Таїланді та південному Китаї;
- Machlolophus spilonotus rex (David, 1874) — у південному та південно-східному Китаї, північному Лаосі та північному заході В'єтнаму;
- Machlolophus spilonotus basileus (Delacour, 1932)- мешкає в південному Лаосі та південно-центральному В'єтнамі.